# أليسيو غوارينو
'اليسيو غوارينو 'هو فيزيائي الإيطالي، ولد في فلورنسا، إيطاليا في عام 1970.

## نظرة عامة
غوارينو يعمل في مجال الفيزياء اللاخطية، مثل البلورات السائلة، كسر، الحراري والمسألة الحبيبية. Ciliberto سيرجيو ريكاردو Scorretti وغوارينو أدخلت تقنية رقمية دراسة تأثير التقلبات الحرارية في غير متجانسة النظم. وهو يعمل حاليا مع جامعة بولينيزيا الفرنسية في تاهيتي. كان سابقا في جامعة كاليفورنيا في سانتا باربرا ومدرسة المعلمين العليا دي ليون.

## البحوث الجارية
غوارينو، Duccio Fanelli من جامعة فلورنسا وتيموتيو Carletti من نوتردام دي لابا الجامعة في نامور، بلجيكا، وتعمل على تقنية جديدة غير الغازية لتشخيص أمراض الأعصاب في المراحل المبكرة، مثل باركنسون 'ق المرض والعضلية التصلب الجانبي ؛ والاجتماعية والفيزياء من الأمراض.